# Paulo Maluf

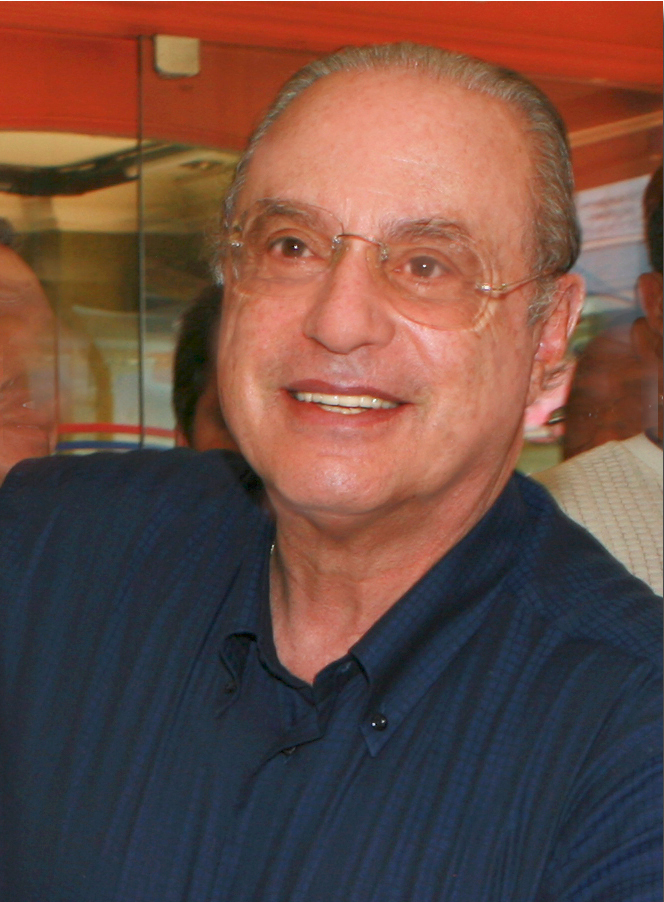
Paulo Maluf

Paulo Salim Maluf (n. 3 septembrie 1931, São Paulo - ...) este un antreprenor, inginer și politic libanez de origine braziliană. El a fost de două ori pe primarul din Sao Paulo în anii 1969-1992, Secretarul de Transport în 1971-1974 și guvernator al stare de São Paulo în 1979-1982. Membru al Partidul progresivă (PP), este presedinte al Sao Paulo directorul de petrecere, care deține în postul de federal adjunct pentru Sao Paulo, cea mai mare țară de vot în alegeri 2006, când a primit 739,827 de voturi în Sao Paulo. Concurat pentru postul de primar al Sao Paulo de PP la alegerile din 2008 Noțiuni de bază patrulea loc. 
Fiul unui imigrant libanez Farah Salim Maluf și Estéfano Maria Maluf, o familie de industriasi, care, la începutul secolului trecut rezolvate de a investi în America de Sud de la început de fabricație de compensare și de alte laminate jos, atunci când a fondat Eucatex mai mare de cherestea din sectorul în America Latină. Maluf a fost nepotul Estéfano de Miguel, unul dintre cele mai mari averi a statului, din Sao Paulo. A studiat la Colegio San Luis, în Sao Paulo. Stabilirea recunoscute de disciplina si de calitate excelenta de învățământ iezuit de preoti.
Introduceți politica de circulație student la Universitatea din Sao Paulo, în cazul în care în cursul a inginerie civile de către școală politehnică, de la Universitatea din Sao Paulo este parte a studentilor de la Facultatea de apus. Formular în 1954, crescând de la inspector șef al societății în familie, care au fost poruncit de către fratele lui Roberto. În 1955 el a căsătorit Sylvia Lutfalla cu care are patru copii și treisprezece nepoți. De la 1955 la 1967, a lucrat continuu Maluf ca un antreprenor. 
alegerile în 2008 de către obținerea de cel de-al patrulea loc.
1. ↑  Paulo Salim Maluf, Munzinger Personen, accesat în 9 octombrie 2017